# Kondolov Peak
Der Kondolov Peak (bulgarisch Кондолов връх Kondolow wrach) ist ein 900 m hoher und größtenteils vereister Berg in den Solvay Mountains auf der Brabant-Insel im Palmer-Archipel westlich der Antarktischen Halbinsel. Er ragt 4,9 km südöstlich des Humann Point, 2,37 km südsüdöstlich des Sheynovo Peak, 3,55 km südwestlich des Mount Aciar, 3,5 km westnordwestlich des Paprat Peak und 6,07 km nördlich des Mount Bulcke auf. Seine steilen Südwest- und Nordwesthänge sind teilweise unvereist. Der Jenner-Gletscher liegt südöstlich, die Duperré-Bucht südwestlich und der Dimkow-Gletscher westnordwestlich.
Britische Wissenschaftler kartierten ihn 1980 und 2008. Die bulgarische Kommission für Antarktische Geographische Namen benannte ihn 2015 nach dem bulgarischen Freiheitskämpfer Georgi Kondolow (1858–1903).